# Sopa burgalesa
La sopa burgalesa es una sopa castellana muy tradicional de la provincia de Burgos. Posee la particularidad de mezclar en su elaboración un producto cárnico (Carne de cordero) con otro procedente del río (Carne de cangrejo). Es una sopa tradicional de la cocina burgalesa que se prepara en los meses invernales y se sirve caliente. 

## Características
Esta sopa se elabora con pequeños trozos de cordero (cortados en tamaños de piñones denominados jigotes), que son inicialmente tostados en una sartén que tiene manteca de cerdo fundida. Existen variantes actuales que se alejan de la receta clásica y emplean trozos carne de vacuno, e incluso de cerdo. Posteriormente se hace un rehogado con cebolla finamente picada a la que se añade perejil y perifollo. Suele añadirse un caldo hasta que se reduzca a la mitad de su volumen. Tras ello se añaden unas colas de cangrejo. Algunos autores recomiendan acompañar la sopa con vino blanco de Rueda.